# Tytus Dalewski
Tytus Jakub Dalewski herbu Krucini (ps. Józef Parafianowicz) (ur. 1 maja?/13 maja 1840  w Wilnie, rozstrzelany 11 stycznia 1864 tamże) – działacz, konspirator, jeden z przywódców organizacji cywilnej Rządu Narodowego na Litwie w czasie powstania styczniowego.

## Życiorys
Uczył się w gimnazjum w Wilnie, później studiował prawo w Moskwie. W 1861 roku stanął na czele „ogółu” – tajnej organizacji 355 polskich studentów Uniwersytetu Moskiewskiego. Po wybuchu powstania jeździł do Petersburga w celu uzgodnienia działań organizacji studenckich w ruchu zbrojnym. W maju 1863 roku przyjechał do Wilna i zaangażował się w pracę Wydziału Zarządzającego Prowincjami Litwy. Był najbliższym współpracownikiem Konstantego Kalinowskiego. Po jego aresztowaniu i rozgromieniu Wydziału jesienią 1863 roku dźwigał niemal cały ciężar cywilnego rządu centralnego na Litwie. Po ujęciu i straceniu jego szwagra, Zygmunta Sierakowskiego ukrywał się z siostrami i matką w Wilnie. Został aresztowany 20 grudnia 1863 roku.
Zachował niezłomną postawę w śledztwie. Decyzją Michaiła Murawjowa z 24 grudnia 1863 roku został rozstrzelany na placu Łukiskim w Wilnie.

## Rodzina
Ojciec Tytusa Dominik Antoni Dalewski był drobnym szlachcicem z terenów obecnej Litwy (rejon święciański. Matką Tytusa była Dominika z Narkiewiczów.
Tytus Dalewski był jednym z ich dziesięciorga  dzieci. Rodzeństwo:
- Franciszek (1825–1904)
- Aleksander (1827–1862)
- Konstanty (1835–1871)
- Tekla (1829–?), późniejsza żona Ludwika Jenike (1818–1903)
- Julia (1830–1874), późniejsza żona Michała Berkmana (1823–1913)
- Zuzanna (1835–?), siostra bliźniaczka Konstantego, późniejsza Turska
- Apolonia Ferdynanda (1838–1919), późniejsza żona Zygmunta Sierakowskiego (1826–1863)
- Ksawera (1842–1900)[4]
- Józefa Michalina (1832–1885).